# Contes de fées (Holmès)
Les Contes de fées sont un cycle de mélodies composées par Augusta Holmès entre 1892 et 1897.

## Composition
Augusta Holmès commence la composition des Contes de fées en 1892 et l'achève en 1897. Comme souvent elle écrit les poèmes elle-même. Le cycle a été édité dans son intégralité en 1897 par la maison Heugel et Cie.

## Structure
Le cycle comprend dix mélodies :
1. L'Oiseau bleu
2. La Lampe merveilleuse
3. La Belle du roi
4. La Princesse Neige
5. Les Trois Serpentes
6. Le Chevalier Belle-Étoile
7. La Chatte blanche
8. La Source enchantée
9. La Belle aux cheveux d'or
10. Les Voix du rêve

## Poèmes

### L'Oiseau bleu
L'Oiseau bleu est la première mélodie du cycle, composée en 1892. L'œuvre est en si majeur. Le poème est écrit par Augusta Holmès :
Belle rebelle

C'est moi qui t'appelle

Du fond du bois !

Belle cruelle

Sens frémir mon aile,

Entends ma voix !

Ah ! daigne entendre

Ma plainte si tendre,

Laisse toi surprendre

Comme autrefois…

Ô Reine blonde

À l'âme profonde

Il n'est rien au monde

Qui vaille ma voix !

Ô fleur sacrée,

Par les Dieux parée

De l'or du jour !

Rose adorée,

Par les Dieux livrée

Au mal d'amour,

Je viens t'apprendre

Mon chant le plus tendre…

Gravis pour l'entendre

Ta blanche tour…

Ô Reine blonde

À l'âme profonde

Il n'est rien au monde

Qui vaille l'amour !

Dans l'herbe mûre

Où l'eau qui murmure

Vient se briser,

Sous la ramure

Où le vent susurre

Comme un baiser,

À l'heure tendre,

Tu daignas m'entendre…

Et sans te reprendre

Sans refuser.

Ô Reine blonde

À l'âme profonde

Il n'est rien au monde

Qui vaille un baiser !

### La Lampe merveilleuse
La Lampe merveilleuse est la deuxième mélodie du cycle, composée en 1893. L'œuvre est en fa  mineur. Le poème est écrit par Augusta Holmès :
Je suis enfermée

Dans la sombre tour

J'étais bien aimée

Et je meurs d'amour !

Le Prince que j'aime

Est bien loin d'ici !

Prisonnier lui-même,

Il languit aussi !

Des gardes farouches

Veillent sans repos…

Il sort de leurs bouches

Le cri des corbeaux !

Eblis le Rebelle !

Ô funeste Roi !

Eblis ! je t'appelle !

Eblis ! sauve-moi !

« J'obéis !

Prend la lampe où la lumière vibre

En sept rayons égaux !

Allume là ! Tu seras libre !

Malgré les barreaux.

Tu verras surgir,

Dans cette lumière enchantée

Celui qui t'a domptée

Et dont les yeux te font rougir.

Adieu ! Ne doute pas…

Quand tu pleureras

Tu me rappelleras… »

Eblis avait dit vrai !

Quand la lampe s'allume

À la chute du jour

Dans une étincelante brume,

Je revois mon amour !

Et jusqu'aux rayons de l'aurore

Dont le Bosphore au loin se dore,

Dans les bras si blancs que j'adore,

Je meurs d'amour !

### La Belle du roi
La Belle du roi est la troisième mélodie du cycle, composée en 1893. L'œuvre est en ré majeur. Le poème est écrit par Augusta Holmès :
C'est la Belle du Roi

Qui rêve avant l'aurore

C'est la Belle du Roi

Qui rêve qu'on l'adore…

C'est la Belle du Roi

Qui rêve d'un très beau visage,

C'est la Belle du Roi

Qui rêve qu'elle aime son Page…

C'est la Belle du Roi

Qui rêve d'un bois sombre

Où le Page amoureux s'est enhardie dans l'ombre.

Au ramage des oiseaux.

Au murmure des ruisseaux,

Et qu'une Fée

Très bien coiffée

Leur dit : « Mes enfants,

Soyez heureux !

Mes pauvres enfants

Soyez heureux et triomphants ! »

C'est la Belle du Roi

Qui rêve qu'on l'éveille…

Que le Roi n'entend rien, que le palais sommeille…

Oui ! le galop d'un destrier

A frappé son oreille !

Le beau Page, à franc destrier,

Accourt, dans l'aurore vermeille !

« Viens au pied de ces tours !

C'est ton Page d'amours,

C'est ton Page d'amours qui t'appelle !

Viens, ô Belle du Roi !

Viens, et fuis avec moi !

C'est ton Page d'amours si fidèle,

C'est ton Page d'amours qui t'appelle ! »

### La Princesse Neige
La Princesse Neige est la quatrième mélodie du cycle, composée en 1893. L'œuvre est un duo pour soprano et ténor en sol mineur. Elle est dédiée à Caroline Miolan-Carvalho Le poème est écrit par Augusta Holmès :
Le Prince Ivan

Fille aux blonds cheveux,

Rapide et voilée

Toi qui t'enfuis

Au fond des nuits,

Tu troubles et séduis…

Aux lueurs des feux,

Sur la Neva gelée,

Retourne-toi !

Regarde-moi !

Il faut subir ma loi !

Viens ! Tu dois m'apparaître !

Oui, viens, car je suis ton maître !

Ô mon désir, Ô mon plaisir,

Viens ! laisse toi saisir !

Viens ! ta blancheur m'enivre !

J'ordonne ! Il faut me suivre !

Dans mes bras

Tu sentiras

L'ardeur dont tu vivras !

Dis ton nom !

Fais voir ta mine,

Belle de hasard !

Je suis Ivan,

Le fils du Barîne,

Le plus près du Tzar !

La Princesse Neige

Je viens des cimes glacées

Où le givre parsème l'air,

Sans rêves, sans nulles pensées,

Brille mon regard, froid et clair

Fuis ! ô fils du Barîne,

Ne fais pour me joindre aucun effort :

Un cœur de neige emplit ma poitrine

Et mon baiser, c'est la mort !

Le Prince Ivan

Ton regard est doux…

Ta voix m'attire l'âme !

Dans mon palais

Aux gais reflets

Viens vivre désormais !…

Prends cet or si roux,

Prends ces rubis en flammes !

Par un baiser

Viens m'apaiser…

Tu ne peux refuser !

Viens et soit la maîtresse

D'un prince ivre de tendresses !

Vois un amant

Noble et charmant

T'implore tendrement !

Ah ! ne sois point cruelle,

Des belles toi la plus belles !

Sur mon cœur

Si plein d'ardeur

Renonce à ta rigueur !

Mais si ta fierté me brave,

Tremble dans mes bras !

Le Prince Ivan t'aura pour esclave,

Et tu souffriras !

La Princesse Neige

Viens donc ! reçois ma caresse !

Le Prince Ivan

Enfin !

La Princesse Neige

Sous ma lèvre incline ton front…

Ton âme et ton cœur pleins d'ivresse

Le Prince Ivan

Enfin je t'enlace !

La Princesse Neige

Sur mon sein glacé se glaceront…

Le Prince Ivan

Sois à moi, mes amours !

Ô mes amours !

La Princesse Neige

Viens, ô fils du Barîne,

Puisque tu le veux, meurs dans mes bras !

Le Prince Ivan

Ah ! ta lèvre me glace !

La Princesse Neige

Je suis à toi, neigeuse et câline…

Le Prince Ivan

Tout s'efface…

La Princesse Neige

Meurs ! rien ne vaut ce trépas.

Le Prince Ivan

Je meurs ! Je t'appartiens pour toujours !

### Les Trois Serpentes
Les Trois Serpentes est la cinquième mélodie du cycle, composée en 1893. L'œuvre est en fa  majeur. Elle est dédiée à Mme la Vicomtesse G. de Milhac. Le poème est écrit par Augusta Holmès :

### Le Chevalier Belle-Étoile
Le Chevalier Belle-Étoile est la sixième mélodie du cycle, composée en 1893. L'œuvre est en mi  majeur. Elle porte comme épigraphe «  ». Le poème est écrit par Augusta Holmès :

### La Chatte blanche
La Chatte blanche est la septième mélodie du cycle, composée en 1893. L'œuvre est en la majeur. Elle est dédiée à Mme Charles Dettelbach. Le poème est écrit par Augusta Holmès :

### La Source enchantée
La Source enchantée est la huitième mélodie du cycle, composée en 1894. L'œuvre est en la majeur. Le poème est écrit par Augusta Holmès :

### La Belle aux cheveux d'or
La Belle aux cheveux d'or est la neuvième mélodie du cycle, composée en 1897. L'œuvre est en si  majeur. Le poème est écrit par Augusta Holmès :

### Les Voix du rêve
Les Voix du rêve est la dixième et dernière mélodie du cycle, composée en 1897. L'œuvre est en fa  majeur. Le poème est écrit par Augusta Holmès :

## Réception
Les mélodies du cycle ont été jouées séparément, avant même qu'il soit complet, comme avec Mlle A. Lacressonière qui chante L'Oiseau bleu en 1893, ou Mathilde Colonne, fille d'Edouard Colonne, qui le chante en 1894. Ce dernier est cependant déjà disponible à la vente dès 1892, tandis que d'autres mélodies sont publiées dans le Ménestrel, comme Les Trois Serpentes en 1895. La plupart des mélodies sont déjà en vente en 1894 : L'Oiseau bleu, La Lampe merveilleuse, La Belle du roi, La Princesse Neige et Les Trois Serpentes. En 1901, La Belle du roi est chantée par Paul Seguy, avec accompagnement de harpe par Mme Tassu-Spencer. Les mélodies sont encore jouées après la mort de la compositrice, mais de façon séparées, comme en 1907, où ne sont chantés que L'Oiseau bleu et La Princesse Neige.